# Riotorto
Riotorto är en kommun i Spanien. Den ligger i provinsen Lugo i den autonoma regionen Galicien i den nordvästra delen av landet, 400 km nordväst om huvudstaden Madrid. Antalet invånare är 1 179 (2024). Arean är 66,33 kvadratkilometer.